# Pontiac (Michigan)
Pontiac is een plaats (city) in de Amerikaanse staat Michigan, en valt bestuurlijk gezien onder Oakland County.

## Demografie
Bij de volkstelling in 2000 werd het aantal inwoners vastgesteld op 66.337.
In 2006 is het aantal inwoners door het United States Census Bureau geschat op 67.124, een stijging van 787 (1.2%).

## Geografie
Volgens het United States Census Bureau beslaat de plaats een oppervlakte van 52,4 km², waarvan 51,8 km² land en 0,6 km² water.

## Faillissement
Begin 2012 staat Pontiac op de rand van het bankroet. Door het sluiten van de fabriek van het gelijknamige automerk zit de stad met minder inkomsten. Hierdoor ziet de burgemeester zich genoodzaakt om de openbare gebouwen in de stad te verkopen.

## Sport
Tijdens het WK voetbal in 1994 werden er in Pontiac in het Silverdome Stadium enkele wedstrijden gehouden.

## Plaatsen in de nabije omgeving
De onderstaande figuur toont nabijgelegen plaatsen in een straal van 8 km rond Pontiac.

## Geboren
- Thad Jones (1923-1986), jazztrompettist
- Brent Jett (1958), astronaut